# Kandy Wong
Kandy Wong Shan-yee (nacida el 16 de octubre de 1987), también conocida por su nombre artístico como "Tong Mui", es una actriz, cantante, letrista y presentadora de televisión hongkonesa, además es integrante de una banda musical llamada Sugar Club.

## Carrera
Kandy Wong nació en Hong Kong. Antes de llegar a la fama, había publicado una canción por internet con su nombre original y homónimo "Kandy Wong" (黃麗怡).
En el 2007, Kandy decidió formar parte de la banda musical llamada Sugar Club con Sebastian Poon, un guitarrista y cantante de otra banda introducida por su amiga. Más adelante, Sugar Club ganó la oportunidad de realizar su primera presentación en el "Langham Place The Mall" cada semana, hasta el final del 2010.
En el 2008, su desempeño fue admirado por la etiqueta "WOW MUSIC" y ellos se firmaron con el sello discográfico ese mismo año. El 30 de diciembre de 2010, su banda lanzó su álbum debut titulado "Amo Sugar Club Best".
En el 2012, ella se unió a TVB, con el mayor productor de un programa comercial en Hong Kong. Entonces ella había sido parte de varios programas y series de televisión, la más notable fue en un programa de música de espectáculos llamado JSG en el 2012 y el drama de temporada de la serie " Season of Love" en el 2013.

## Discografía
- Pink Girls（EP）（2011）

## Filmografía

### Dramas de televisión
| Título                  | Título en chino | Año  | Personaje                | Notas                       |
| ----------------------- | --------------- | ---- | ------------------------ | --------------------------- |
| Dropping By Cloud Nine  | 你們我們他們    | 2011 | Siu Wan                  |                             |
| Season of Love          | 戀愛季節        | 2013 | Lam Chun-fong            | Spring segment              |
| Awfully Lawful          | 熟男有惑        | 2013 | Tong Tsz-kwan            |                             |
| Triumph in the Skies II | 衝上雲霄II      | 2013 | Alizee Koo               | Appears in the 30th episode |
| Never Dance Alone       | 女人俱樂部      | 2014 | Leung Gam-yin（teenage） | Fat Choy Akina              |

### Películas
| Título                  | Título en chino | Year | Notas                                         |
| ----------------------- | --------------- | ---- | --------------------------------------------- |
| Love Is the Only Answer | 人約離婚後      | 2011 |                                               |
| Summer Love Love        | 戀夏戀夏戀戀下  | 2011 |                                               |
| When Love Encounters    | 兩情相遇        | 2013 | Micro film 2013 Hong Kong Asian Film Festival |